# Leptogenys pompiloides
Leptogenys pompiloides är en myrart som först beskrevs av Smith 1857.  Leptogenys pompiloides ingår i släktet Leptogenys och familjen myror. Inga underarter finns listade i Catalogue of Life.